# Липско
Липско (пол. Lipsko)  —  город  в Польше, входит в Мазовецкое воеводство,  Липский повят.  Имеет статус городско-сельской гмины. Занимает площадь 15,7 км². Население 6303 человек (на 2005 год).